# Piet Bouman
Pieter ("Piet") Bouman Jr (Dordrecht, 14 de outubro de 1892 - 20 de julho de 1980) foi um futebolista neerlandês, medalhista olímpico.
Piet Bouman competiu nos Jogos Olímpicos de Verão de 1912 em Estocolmo. Ele ganhou a medalha de bronze.